# 马里奥斯·乔安努·埃利亚
马里奥斯·乔安努·埃利亚（希臘語：Μάριος Ιωάννου Ηλία，1978年6月19日—），出生于塞浦路斯帕福斯，是一位塞浦路斯希腊裔作曲家、学者以及多项国际文化机构的艺术与策展总监。他的作品和艺术理念广受国际瞩目，被音乐学家、评论家与媒体誉为“音乐奇才”、“纪念性艺术的创造者”、“当代作曲家中的先锋人物”、“声音魔术师”，以及“当代音乐的神童”。

## 艺术创作
埃利亚创作的作品具有全球性的影响力和传播力。 他的创作涵盖交响曲、清唱剧、歌剧、狂想曲、合唱音乐和节庆作品等多种形式，均以其独创性、巧思、风格的独特性，以及多种音乐类型的融合而著称。
他的音乐作品数量约达100部。
他的作品《变形之神维尔图姆努斯》被认为具有高度的象征性和转化美学，而作品《痛苦的圣母》则专门献给塞浦路斯战争中失踪者的母亲们，在雅典和塞浦路斯首演，产生强烈社会反响。
他的创作不仅在艺术上受到高度评价，也使塞浦路斯的文化在国际舞台上得以广泛传播。他的新作由国际艺术家如日本舞者 Ibuki 主演，并在多地举行特别演出，如为世界最高教堂——乌尔姆大教堂创作的作品，场面宏大，技术复杂，广受赞誉。